# Gymnopogon doellii
Gymnopogon doellii är en gräsart som beskrevs av Boechat och José Francisco Montenegro Valls. Gymnopogon doellii ingår i släktet Gymnopogon och familjen gräs. Inga underarter finns listade i Catalogue of Life.